# 황성제
황성제(1975년 7월 21일 ~ )는 대한민국의 작곡가이다. 1998년 이승환의 〈통화 남녀〉 작곡을 통해서 작곡가 활동을 시작했다. 현재 비제이제이뮤직 대표이다.
2003년 보아의 〈아틀란티스 소녀〉, 2007년 소녀시대 〈Baby Baby〉 이수영의 〈휠릴리〉를 만들어냈던 황성제는 '발라드 퀸' 린(Lyn)의 타이틀곡 〈New Celebration〉, SS501의 〈스노우 프린스 (Snow Prince)〉, 이승환의 〈심장병〉 등을 작곡하여 명성을 높여가고 있는 실력파 작곡가이다.

## 학력
- 압구정고등학교 졸업
- 단국대학교 전자공학 중퇴

## 음악 활동 (작사/작곡/편곡)

### 가사제공 및 주요 작곡
| 가수명              | 곡명 | 비고 |
| ------------------- | --- | --- |
| 소녀시대            | 〈BABY BABY〉, 〈ETUDE〉, 〈동화(My Child)〉, 〈My J〉 | 〈BABY BABY〉는 유제니와 공동 작사 |
| 슈퍼주니어          | 〈사랑이 떠나다〉, 〈We Can〉 | |
| 동방신기            | 〈My Little Princess(있잖아요...)〉, 〈바보(Unforgettable)〉, 〈공간(하늘과 바다 사이...- Whisper Of...)〉, 〈I'll be there〉 | |
| 신화                | 〈Comeback to my life〉, 〈Hero〉, 〈비밀(My Own Secret)〉, 〈Hey, Dude〉, 〈Thanks〉 | |
| S.E.S.              | 〈Choose My Life〉 | |
| 비                  | 〈지운 얼굴〉 | |
| 플라이 투 더 스카이 | 〈Paradise〉, 〈My Love〉, 〈Stay〉, 〈다시 돌아온 너에게〉 | |
| 박효신              | 〈추억은 사랑을 닮아〉, 〈Lost〉, 〈Like A Star〉, 〈Story of the sea〉, 〈그립고... 그리운...〉 | 박효신과 공동 작곡 |
| 보아                | 〈아틀란티스 소녀〉, 〈ETUDE〉, 〈My Boy〉 | |
| 카라                | 〈Wait〉, 〈Jet Coaster Love〉, 〈걸즈 비 엠비셔스 (ガールズ ビー アンビシャス!)〉 (일본) | 〈Wait〉은 작사까지 겸업 |
| 장나라              | 〈흉터〉 | |
| 장우혁              | 〈멍청이(Square Boy)〉 | |
| 문희준              | 〈Winter Story〉 | |
| 민경훈              | 〈삭제되었습니다.〉 | |
| 남우현              | 〈You're My Lady〉, 〈같은 자리〉 | |
| 백호                | 〈그날 우리〉 | |
| 옥주현              | 〈Catch〉 | |
| 신승훈              | 〈Time is mine〉 | 신승훈과 공동 작곡 |
| 박정현              | 〈미아〉, 〈아름다운 너를〉, 〈미운 오리〉, 〈치카치카〉, 〈청순가련 리나 박〉, 〈서두르지 마요〉, 〈그렇게 하면 돼〉, 〈달아요〉, 〈The Other Side〉, 〈마음이 먼저〉, 〈우두커니〉, 〈눈물빛 글씨〉, 〈Smile〉, 〈오늘이라면〉, 〈말 한 마디〉 | 〈달아요〉, 〈The Other Side〉, 〈마음이 먼저〉, 〈우두커니〉, 〈눈물빛 글씨〉, 〈Smile〉은 박정현과 공동으로 작곡했으며 〈오늘이라면〉은 강지훈과 공동 작사 |
| 이수영              | 〈휠릴리〉, 〈Grace〉, 〈단발머리〉, 〈순간〉, 〈시린〉, 〈두근두근〉, 〈Silent Eyes〉, 〈오래된 사이〉, 〈아이예〉, 〈증오〉, 〈Come to me〉 | 〈Silent Eyes〉는 이수영과 공동 작사 |
| 이소은              | 〈닮았잖아〉, 〈That's Entertainment〉, 〈3주만 사귀어봐〉, 〈우린 언제까지〉, 〈왜 그래요〉, 〈두고봐〉, 〈신비〉 | 〈두고봐〉, 〈신비〉, 〈왜 그래요〉는 작사까지 겸업 |
| 김연우              | 〈연인〉 | |
| 이석훈              | 〈당신의 자리〉 | 이석훈과 공동 작곡 |
| 윤종신              | 〈오! 이 밤을〉 | |
| 김형중              | 〈오늘의 운세〉, 〈국경은 있다〉, 〈하지만 사랑은 영원하다〉 | |
| 차태현              | 〈아름다운 사람〉 | |
| 김범수              | 〈마지막까지〉 | |
| 린                  | 〈자기야 여보야 사랑아〉, 〈매력쟁이〉, 〈New Celebration〉, 〈누나의 노래〉, 〈사랑의 눈보라〉, 〈비를 내려줘요〉, 〈Say〉, 〈노래편지〉, 〈전화해〉, 〈엄마의 꿈〉, 〈말해봐〉                                                                 | |
| 박화요비            | 〈All For Your Love〉, 〈Kiss Kiss Kiss〉, 〈Ssso What〉 | |
| J                   | 〈사랑, 눈물감기〉 | |
| 양파                | 〈울지 않는 법〉 | |
| 팀                  | 〈Party〉, 〈이야기〉, 〈그말만은 하지마〉 | |
| 테이                | 〈새벽 3시〉 | |
| 이승기              | 〈잘못〉 | |
| 유세윤              | 〈학교 가는 길〉, 〈나이야〉 | |
| 임재범              | 〈독종〉 | |
| 김현정              | 〈너 정말〉 | 이승환과 공동 작곡 |
| 강수지              | 〈이제야 이별할 수 있어요〉, 〈기다려줘〉 | |
| 에이프릴            | 〈꿈사탕〉 | |
| 크나큰              | 〈KNOCK〉 | |
| 구구단              | 〈Wonderland〉 | |
| Kei                 | 〈나 그대의 바람 되어〉 (노이 테마) | 《블레이드 & 소울 2》 OST 오근혜, 김소연과 공동 작곡 |
| 성시경              | 〈미소천사〉, 〈첫눈에 반하다〉, 〈Doing Alright〉, 〈I Love U〉 | |
| SS501               | 〈Snow prince〉, 〈Again〉, 〈Bye bye〉, 〈겁쟁이〉, 〈제발 잘해줘〉, 〈Lucky Days〉 (일본 싱글) | |
| M.C the MAX         | 〈천(天)의 안부〉 | |

### 주요 편곡
- 슈퍼주니어 싱글 U - 〈U〉
- 윤하 2집 Someday - 〈Gossip Boy〉
- 논스톱 4 OST - 〈그댄 달라요〉 (한예슬)
- 월간 윤종신 - 〈No Schedule〉(Vocal 김연우), 〈이별택시〉
- 박정현 5집 On & On - 〈달〉, 7집(리패키지) - 〈눈물이 주룩주룩〉
- 플라이 투 더 스카이 3집 - 〈Condition of My Heart〉
- 서영은 2집 - 〈우미(雨尾)에〉
- 이수영 1집 - 〈I Believe〉/〈Goodbye My Love〉(오케스트라 버전), 2집 - 〈Never Again〉/〈스치듯 안녕〉/〈쟁탈〉/〈후회〉/〈Whiter Than The Snow〉, 3집 - 〈차라리〉(오케스트라 버전 포함), 8집 - 〈살랑살랑〉/〈라벤다〉, EP Once - 〈이런 여자〉/〈첫사랑 그아이〉
- 김동률 EP KimdongrYULE - 〈Replay〉/〈우리가 세상을 살아가는 법〉, 6집 - 〈동행〉, EP 《답장》 - 〈답장〉/〈Contact〉, 싱글 ’동화’ - 〈동화〉 (Feat. Duet with 아이유)
- 엄정화 6집 - 〈장미의 전쟁〉 (Feat. 이승환)
- 나윤권 EP 《마주치다》 - 〈미행〉
- 스윗소로우 2집 - 〈사랑해〉
- 윤상 EP The Duets Part 1 - 〈Waltz〉, 〈RE:나에게〉 (Feat. 성규)
- 아유미 싱글 Cutie Honey - 〈Cutie Honey〉
- 임창정 11집 - 〈슬픈 연인〉
- 이선희 14집 - 〈해바라기〉
- 알렉스 2집 - 〈같은 꿈〉
- 루나 싱글 ’아프고 아파도 (X-MAS Project Vol.2)’ - 〈아프고 아파도〉

### 음악 제공
- 디제이맥스 포터블 클래지콰이 에디션 外 - 〈First Kiss〉[2]
- 디제이맥스 포터블 블랙 스퀘어 - 〈Get Down〉

### 영화 음악
- 2010년 《하모니》 OST 참여
- 2012년 《원더풀 라디오》 OST 참여
- 2013년 《밤의 여왕》 OST 참여

### 음악방송 감독
- 2016년 MBC 《듀엣가요제》 음악감독

### 기타
2008년 11월 작곡가 황세준, 황성제, 황찬희라는 3황이 결집, 기획한 것이 '황프로젝트'이다. 2008년 싱글앨범 Welcome To The Fantastic World로 데뷔하였다. 한편 앨범의 전곡에서 객원 보컬을 박효신이 맡아 화제가 되기도 했다.

#### 황 프로젝트 내에서의 활동
- 2011년 김범수&박정현 - 〈사람, 사랑〉 작곡
- 2011년 젤리피쉬 엔터테인먼트 소속 가수들(성시경, 브라이언, 서인국, 박학기, 박장현) - 〈모두에게 크리스마스〉 작곡

## 저서
- 《숏 텀 패스(Short Term Pass) - 나만의 노래를 프로듀싱하라!》 (2019년 1월 25일, 도토리) ISBN 979-11-965889-0-8